# 2026-os labdarúgó-világbajnokság-selejtező (CAF – G csoport)
A 2026-os labdarúgó-világbajnokság afrikai selejtezőjének G csoportjának mérkőzéseit 2023 novembere és 2025 októbere között játsszák.
A csoportban Algéria, Guinea, Uganda, Mozambik, Botswana és Szomália szerepel. A csoport győztese kijut a világbajnokságra. A csoport második helyezettjének lehetősége van a rájátszásba kerülni és játszani az interkontinentális pótselejtezőért, ha a legjobb négy második helyezett között végez.

## Tabella
| Hely. | Csapat   | M | Gy | D | V | G+ | G– | Gk | P | Továbbjutás                                |     | Algéria | Mozambik | Botswana | Guinea | Uganda | Szomália |
| ----- | -------- | - | -- | - | - | -- | -- | -- | - | ------------------------------------------ | --- | ------- | -------- | -------- | ------ | ------ | -------- |
| 1.    | Algéria  | 4 | 3  | 0 | 1 | 8  | 4  | +4 | 9 | Kijut a 2026-os labdarúgó-világbajnokságra |     | —       | –        | –        | 1–2    | –      | 3–1      |
| 2.    | Mozambik | 4 | 3  | 0 | 1 | 6  | 5  | +1 | 9 | A rájátszás lehetséges résztvevője         |     | 0–2     | —        | –        | –      | –      | 2–1      |
| 3.    | Botswana | 4 | 2  | 0 | 2 | 6  | 5  | +1 | 6 |                                            |     | –       | 2–3      | —        | 1–0    | –      | –        |
| 4.    | Guinea   | 4 | 2  | 0 | 2 | 4  | 4  | 0  | 6 |                                            | –   | 0–1     | –        | —        | 2–1    | –      |          |
| 5.    | Uganda   | 4 | 2  | 0 | 2 | 4  | 4  | 0  | 6 |                                            | 1–2 | –       | 1–0      | –        | —      | –      |          |
| 6.    | Szomália | 4 | 0  | 0 | 4 | 3  | 9  | −6 | 0 |                                            | –   | –       | 1–3      | –        | 0–1    | —      |          |

## Mérkőzések
| 2023. november 16. 15:00 (UTC+2) |

| Botswana                 | 2–3               | Mozambik                         |
| ------------------------ | ----------------- | -------------------------------- |
| Tlhalefang 74' Ngele 85' | (0–1) Jegyzőkönyv | Clésio 14' Ratifo 52' Muiomo 75' |

| Obed Itani Chilume Stadium, Francistown Játékvezető: Peter Waweru (kenyai) |

| 2023. november 16. 17:00 (UTC+1) |

| Algéria                                    | 3–1               | Szomália  |
| ------------------------------------------ | ----------------- | --------- |
| Abdi 2' (öngól) Bounedjah 31' Szlimani 80' | (2–0) Jegyzőkönyv | Ahmed 65' |

| Nelson Mandela Stadium, Algír Nézőszám: 40 000 Játékvezető: Boubou Traore (mali) |

| 2023. november 17. 14:00 (UTC+1) |

| Guinea                 | 2–1               | Uganda   |
| ---------------------- | ----------------- | -------- |
| Camara 10' Cissé 90+5' | (1–1) Jegyzőkönyv | Bayo 30' |

| Stade Municipal de Berkane, Berkane (Marokkó) Játékvezető: Messie Jessie Oved Nkounkou Mvoutou (kongói) |

| 2023. november 19. 15:00 (UTC+2) |

| Mozambik | 0–2               | Algéria                 |
| -------- | ----------------- | ----------------------- |
|          | (0–0) Jegyzőkönyv | Chaïbi 69' Zerrouki 80' |

| Estádio do Zimpeto, Maputo Játékvezető: Samuel Uwikunda (ruandai) |

| 2023. november 21. 15:00 (UTC+2) |

| Botswana       | 1–0               | Guinea |
| -------------- | ----------------- | ------ |
| Seakanyeng 79' | (0–0) Jegyzőkönyv |        |

| Obed Itani Chilume Stadion, Francistown Játékvezető: Patrice Tanguy Mebiame (gaboni) |

| 2023. november 21. 14:00 (UTC+1) |

| Szomália | 0–1               | Uganda  |
| -------- | ----------------- | ------- |
|          | (0–1) Jegyzőkönyv | Mato 4' |

| Stade Municipal de Berkane, Berkane (Marokkó) Nézőszám: 200 Játékvezető: Pedro Ndong Ovono Obono (egyenlítői-guineai) |

| 2024. június 6. 20:00 (UTC+1) |

| Algéria           | 1–2               | Guinea                     |
| ----------------- | ----------------- | -------------------------- |
| Baldé 52' (öngól) | (0–0) Jegyzőkönyv | M. Sylla 50' A. Camara 63' |

| Nelson Mandela Stadium, Algír Nézőszám: 32 000 Játékvezető: Bamlak Tessema Weyesa (etióp) |

| 2024. június 7. 15:00 (UTC+2) |

| Mozambik             | 2–1               | Szomália   |
| -------------------- | ----------------- | ---------- |
| Amade 14' Ratifo 29' | (2–0) Jegyzőkönyv | Shirwa 66' |

| Estádio do Zimpeto, Maputo Nézőszám: 41 000 Játékvezető: Tsegay Mogos Teklu (eritreai) |

| 2024. június 7. 19:00 (UTC+3) |

| Uganda     | 1–0               | Botswana |
| ---------- | ----------------- | -------- |
| Shaban 74' | (0–0) Jegyzőkönyv |          |

| Mandela National Stadium, Kampala Nézőszám: 45 000 Játékvezető: Clement Franklin Kpan (elefántcsontparti) |

| 2024. június 10. 20:00 (UTC+1) |

| Guinea | 0–1               | Mozambik                |
| ------ | ----------------- | ----------------------- |
|        | (0–0) Jegyzőkönyv | Catamo 90+3' (11-esből) |

| Ben M'Hamed El Abdi Stadium, El Jadida (Marokkó) Nézőszám: 550 Játékvezető: Pacifique Ndabihawenimana (burundi) |

| 2024. június 10. 19:00 (UTC+3) |

| Uganda      | 1–2               | Algéria                |
| ----------- | ----------------- | ---------------------- |
| Mutyaba 10' | (1–0) Jegyzőkönyv | Aouar 46' Benrahma 58' |

| Mandela National Stadium, Kampala Nézőszám: 45 000 Játékvezető: Adissa Abdul Raphiou Ligali (benini) |

| 2024. június 10. 15:00 (UTC+2) |

| Szomália   | 1–3               | Botswana                                 |
| ---------- | ----------------- | ---------------------------------------- |
| Hassan 74' | (0–1) Jegyzőkönyv | Sesinyi 10' Gaolaolwe 53' Seakanyeng 72' |

| Estádio do Zimpeto, Maputo (Mozambik) Játékvezető: Emmanuel Mensah (libériai) |

| 2025. március 20. 15:00 (UTC+2) |

| Mozambik                 | 3–1               | Uganda    |
| ------------------------ | ----------------- | --------- |
| Pepo 3' 16' Ratifo 45+3' | (3–1) Jegyzőkönyv | Shaban 7' |

| Kairói Nemzetközi Stadion, Kairó (Egyiptom) Nézőszám: 100 Játékvezető: Pierre Atcho (gaboni) |

| 2025. március 21. 15:00 (UTC+2) |

| Botswana     | 1–3               | Algéria                   |
| ------------ | ----------------- | ------------------------- |
| Kopelang 70' | (0–1) Jegyzőkönyv | Gouiri 44' Amoura 52' 74' |

| Obed Itani Chilume Stadion, Francistown Nézőszám: 3278 Játékvezető: Ahmed Arajiga (tanzániai) |

| 2025. március 21. 21:00 (UTC+0) |

| Guinea | 0–0         | Szomália |
| ------ | ----------- | -------- |
|        | Jegyzőkönyv |          |

| Alassane Ouattara Stadion, Abidjan (Elefántcsontpart) Nézőszám: 213 Játékvezető: Andofetra Rakotojaona (madagaszkári) |

| 2025. március 25. 19:00 (UTC+3) |

| Uganda     | 1–0               | Guinea |
| ---------- | ----------------- | ------ |
| Okello 36' | (1–0) Jegyzőkönyv |        |

| Mandela National Stadium, Kampala Játékvezető: Jean-Jacques Ndala Ngambo (Kongói DK-i) |

| 2025. március 25. 20:00 (UTC+2) |

| Botswana                  | 2–0               | Szomália |
| ------------------------- | ----------------- | -------- |
| Mohutsiwa 74' Johnson 83' | (0–0) Jegyzőkönyv |          |

| Obed Itani Chilume Stadium, Francistown Játékvezető: Joseph Ogabor (nigériai) |

| 2025. március 25. 22:00 (UTC+1) |

| Algéria                                | 5–1               | Mozambik        |
| -------------------------------------- | ----------------- | --------------- |
| Amoura 8' 30' 80' Mandi 24' Hadjam 65' | (1–0) Jegyzőkönyv | Geny Catamo 40' |

| Hocine Aït Ahmed Stadion, Tizi Ouzou Nézőszám: 54 500 Játékvezető: Pacifique Ndabihawenimana (burundi) |

| 2025. szeptember |

| Uganda | – | Mozambik |
| ------ | - | -------- |
|        |   |          |

|  |

| 2025. szeptember |

| Szomália | – | Guinea |
| -------- | - | ------ |
|          |   |        |

|  |

| 2025. szeptember |

| Algéria | – | Botswana |
| ------- | - | -------- |
|         |   |          |

|  |

| 2025. szeptember |

| Guinea | – | Algéria |
| ------ | - | ------- |
|        |   |         |

|  |

| 2025. szeptember |

| Uganda | – | Szomália |
| ------ | - | -------- |
|        |   |          |

|  |

| 2025. szeptember |

| Mozambik | – | Botswana |
| -------- | - | -------- |
|          |   |          |

|  |

| 2025. október |

| Szomália | – | Algéria |
| -------- | - | ------- |
|          |   |         |

|  |

| 2025. október |

| Mozambik | – | Guinea |
| -------- | - | ------ |
|          |   |        |

|  |

| 2025. október |

| Botswana | – | Uganda |
| -------- | - | ------ |
|          |   |        |

|  |

| 2025. október |

| Guinea | – | Botswana |
| ------ | - | -------- |
|        |   |          |

|  |

| 2025. október |

| Szomália | – | Mozambik |
| -------- | - | -------- |
|          |   |          |

|  |

| 2025. október |

| Algéria | – | Uganda |
| ------- | - | ------ |
|         |   |        |

|  |